# Jilladpalli, Sedam
Jilladpalli là một làng thuộc tehsil Sedam, huyện Gulbarga, bang Karnataka, Ấn Độ.